# Minolovka typu 082II
Typ 082II (v kódu NATO: třída Wozang) je třída minolovek Námořnictva Čínské lidové osvobozenecké armády. Jde o modernizovanou verzí minolovek typu 082I. Třídu tvoří dvanáct minolovek postavených ve dvou skupinách.

## Stavba
Prototypovou jednotku postavila loděnice Čchiou-sin v Šanghaji.
Jednotky typu 082II:
| Jméno                           | Série | Spuštěna na vodu | Vstup do služby   | Status  |
| ------------------------------- | ----- | ---------------- | ----------------- | ------- |
| Chuo-čchiou (704, ex 804) 霍邱  | 1.    | 2004             | 1. června 2005    | aktivní |
| Kchun-šan (707, ex 818) 昆山    | 1.    |                  | 25. prosince 2011 | aktivní |
| Žu-tung (712, ex 808) 如东      | 1.    | 30. září 2016    | 10. prosince 2017 | aktivní |
| Žung-čcheng (734, ex 811) 荣成  | 1.    |                  | 25. ledna 2016    | aktivní |
| Tung-kang (736, ex 814) 东港    | 1.    |                  | 29. prosince 2016 | aktivní |
| Kchaj-pching (746, ex 809) 开平 | 1.    |                  | 6. května 2015    | aktivní |
| Čen-laj (714, ex 836) 镇赉      | 2.    |                  | 2021              | aktivní |
| Che-ťien (728, ex 828) 河间     | 2.    |                  | 2021              | aktivní |
| Čch'-šuej (729, ex 829) 赤水    | 2.    |                  | 2021              | aktivní |
| Chuej-min (735, ex 813) 惠民    | 2.    |                  | únor. 2021        | aktivní |
| Č’-ťiang (737, ex 815) 芷江     | 2.    |                  | 2021              | aktivní |
| Čch'-pi (747, ex 838) 赤壁      | 2.    |                  | 2021              | aktivní |

## Konstrukce
Plavidla jsou vyzbrojena jedním protiletadlovým 25mm dvoukanónem typu 61 na přídi. Minolovné prostředky (včetně dálkově ovládaných miniponorek) jsou spouštěny pomocí jeřábu na zádi.